# فولتورينو
فولتورينو (بالإيطالية: Volturino)‏ هي بلدية في مقاطعة فودجا في إقليم بوليا الإيطالي.

## السكان
في سنة 1861 بلغ عدد السكان 3٬073 نسمة، وتطور العدد ليصل في سنة 2011 لـ 1٬781 نسمة.
يظهر هذا المخطط البياني تطور النمو السكاني لـ فولتورينو